# تسمولاس
تسمولاس (به لهستانی:  Cmolas) یک روستا در لهستان است که در گمینا تسمولاس واقع شده‌است. تسمولاس ۳٬۰۰۰ نفر جمعیت دارد.